# Tiết cước Pierre
Tiết cước Pierre (danh pháp khoa học: Cladopus pierrei) là một loài thực vật có hoa trong họ Podostemaceae. Loài này được (Lecomte) C.Cusset mô tả khoa học đầu tiên năm 1973.